# Bundesverband Deutscher Tabakpflanzer
Der Bundesverband Deutscher Tabakpflanzer e. V. (BdT) ist die zentrale Beratungsorganisation und Interessenvertretung der Tabakpflanzer in Deutschland. Unter dem Dach des BdT sind die einzelnen regionalen Pflanzerverbände und Erzeugergemeinschaften zusammengeschlossen.

## Geschichte des Verbandes
Die Vereinigung wurde 1917 als Deutscher Tabakbauverband in Berlin gegründet. Zum damaligen Zeitpunkt bauten ca. 200.000 Landwirtschaftsbetriebe auf über 30.000 ha Tabak an. (Baden 10.000 ha, Preußen 7.000 ha, Bayern einschl. Pfalz 7.000 ha, restliche deutsche Länder 6.000 ha). Für die kleinbäuerliche Landwirtschaft insbesondere in Baden und der Südpfalz war Tabak eine der wichtigsten Einnahmequellen. Durch die Tätigkeit des Verbandes wurde 1920 ein Beimischungszwang für heimischen Tabak in Zigarren und Zigaretten in Deutschland eingeführt. Zur Verbesserung der deutschen Tabakqualitäten wurde 1927 ein Tabakforschungsinstitut in Forchheim mit Paul Koenig als erstem Direktor gegründet.
Mit der europäischen Tabakblauschimmel-Pandemie im Jahr 1960 setzte eine dramatische Änderung der Anbaustruktur ein, die im Jahr 2010 ihren Abschluss fand. Heute spielt der Tabakbau nur noch in der Südpfalz, Nordbaden und der Uckermark eine Rolle. Der Verband dürfte 2023 noch ca. 100 Mitglieder haben.

## Angebot und Organisation
Der Verband bietet nach eigenen Angaben Unterstützung in den Arbeitsgruppen Landwirtschaft, Arbeitsrecht und Soziales insbesondere zu
- fachkompetenter und wissenschaftlicher Beratung rund um den Tabakanbau
- Versorgung mit hochwertigem Saatgut
- Beratung in berufsständischen Angelegenheiten
- zielgerichtete Interessenvertretung

## Vorstand und Geschäftsführung
Den Vorstand bilden Hubert Bleile, Vorsitzender; Rainer Heusmann 1. Stellvertretender Vorsitzender; Markus Fischer 2. Stellvertretender Vorsitzender.
Seit September 2022 ist Folke Rega Geschäftsführer des BDT.
Aufgaben des Vorstands und der Geschäftsführung sind laut eigenen Angaben
- Wahrung und Förderung der gemeinsamen Belange der im Verband organisierten Pflanzer und Erzeugergemeinschaften
- Förderung einer positiven Einstellung zum Tabakanbau in Politik und Gesellschaft
- Interessenvertretung beim Bund, bei der EU und in internationalen Institutionen
- Darstellung der Bedeutung des deutschen Tabakanbaus insbesondere in Bezug auf nachhaltige, umweltgerechte und qualitätsorientierte Tabakproduktion
- Zusammenarbeit mit und Mitgliedschaft in nationalen und internationalen Verbänden und Organisationen

## Mitglieder
Mitglieder des Bundesverbandes Deutscher Tabakpflanzer sind Landesverbände bzw. Erzeugergemeinschaften sowie deren Mitgliedsbetriebe die in Deutschland Tabak anbauen und sich dabei streng an Anbaurichtlinien und Qualitätsstandards halten.
Die sieben Landesverbände des BdT sind:
- LV Baden-Württembergischer Tabakpflanzer e. V. Neuried-Altenheim
- LV Rheinland-Pfälzischer Tabakpflanzer e. V. Speyer
- LV Fränkischer Tabakbauvereine e. V. Rohr-Kottensdorf
- LV Tabakbauvereine Rheinland-Wittlich e. V. Wittlich-Dorf
- LV Nordwestdeutscher Tabakpflanzer e. V. Neuenkirchen
- LV Schleswig-Holsteiner Tabakpflanzer e. V. Havekost
- LV Tabakpflanzer Ost e. V. Zahna-Elster / OT Mühlanger

## Ehrenmitglieder
- Arnold Hauck (1928–2020), langjähriger Vorsitzender und Geschäftsführer des Bundesverbandes

## Partnerverbände
- Bundesverband des Deutschen Tabakwareneinzelhandels (BDTE)
- Bundesverband Deutscher Tabakwaren-Großhändler und Automatenaufsteller  (BDTA)
- Bundesverband der Zigarrenindustrie (BDZ)
- Deutscher Zigarettenverband (DZV)
- Verband der deutschen Rauchtabakindustrie e. V. (VdR)
- Verband Deutscher Wasserpfeifentabak-Manufakturen und -Händler

Der BdT und alle Partnerverbände sind in der Öffentlichen Liste über die Registrierung von Verbänden und deren Vertretern, der Lobbyliste, beim Deutschen Bundestag eingetragen.